# ايزكيل إليوت
ايزكيل إليوت (بالإنجليزية: Ezekiel Elliott)‏ هو لاعب كرة قدم أمريكية أمريكي، ولد في 22 يوليو 1995 في سانت لويس في الولايات المتحدة.

## وصلات خارجية
- ايزكيل إليوت على موقع الاتحاد الدولي لألعاب القوى (الإنجليزية)
- ايزكيل إليوت على موقع إي إس بي إن.كوم (أن.أف.أل)3
- ايزكيل إليوت على موقع مرجع كرة القدم المحترفة.كوم (الإنجليزية)